# جزيرة البجع (أنتيغوا وبربودا)
جزيرة البجع هي جزيرة خاصة صغيرة تقع قبالة الساحل الشمالي الشرقي من أنتيغوا، في الطرف الشرقي من خليج Mercers Creek Bay وعلى الفور إلى الشرق من جزيرة كرامب. وتبلغ مساحتها نحو 1.3 كم2. الجزيرة تكمن فقط حوالي 137 متر من أنتيغوا. وهذا القرب يعني أن أنتيغوا لها السلطة على جزيرة البجع. ز وهذه الجزيرة هي واحدة من ممتلكات أنتيغوا المتورطين في قضية ألين ستانفورد. حيث طاب الممول الممول الجزيرة، جنبا إلى جنب مع جزيرة (غينيا أو جوانا) في عام 2008 ب 17 مليون دولار، حيث تضخم فيما بعد قيمته عن طريق شراء الملك وبيعه بسرعة Flipping. في عام 2012 تضمنت الجزيرة  من بين «أفضل الجزر الخاصة في العالم للبيع» بحسب جريدة التيليغراف البريطاني - The Telegraph